# Anja Kaesmacher

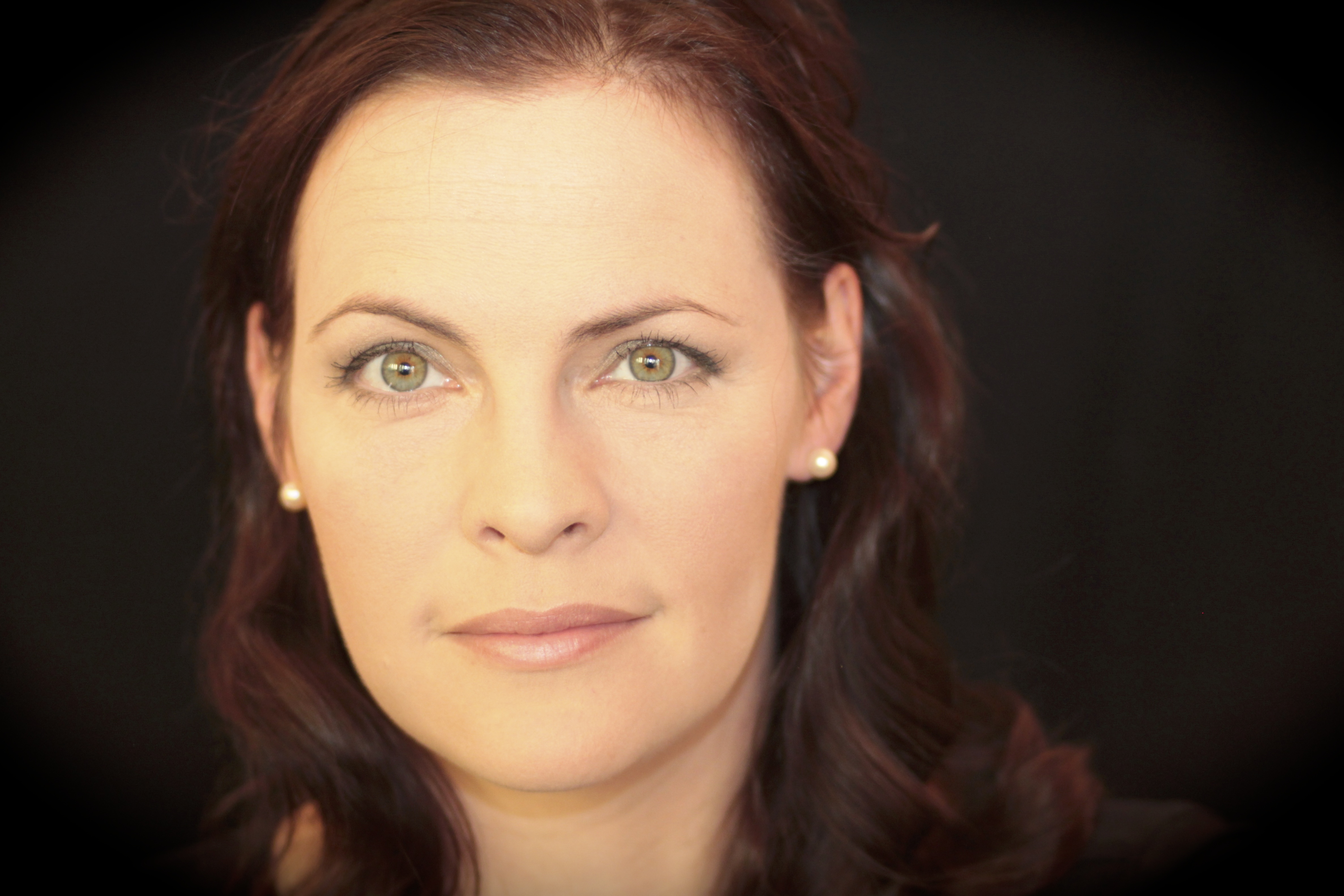
Anja Kaesmacher (2011)

Anja Kaesmacher, seit Heirat Anja Börner (* 3. September 1974 in Trier) ist eine deutsche Opernsängerin (Sopran), Gesangspädagogin und Gymnasiallehrerin.

## Leben
Sie studierte bei Charlotte Lehmann und Ingeborg Hallstein an der Hochschule für Musik Würzburg und schloss ihr Studium im Jahre 2000 mit dem Opern- und Konzertexamen ab. Seit 2006 wird sie von Monika Bürgener unterrichtet.
In der Spielzeit 1997/98 debütierte sie am Mainfranken-Theater Würzburg und gehörte bis 2008 zum Ensemble des Hauses.
2008 entschied sie sich für die Freiberuflichkeit.
Gastspiele führten sie an das Staatstheater Wiesbaden, Staatstheater Braunschweig, Staatstheater Kassel, Staatstheater Meiningen, Stadttheater Bielefeld, Stadttheater Heidelberg, Theater Chemnitz etc. Im Bereich der zeitgenössischen Musik arbeitete Anja Kaesmacher mit Dirigenten wie z. B. Jun Märkl, Matthias Pintscher, Rupert Huber, Francesco Angelico und den Orchestern des SWR, des MDR und der Deutschen Staatsphilharmonie Rheinland-Pfalz zusammen und wirkt bei Festivals wie „Musica Viva“ in Strasbourg und dem Festival „Eclat“ in Stuttgart mit. Zu den Höhepunkten gehören einige Uraufführungen der Werke Manfred Trojahns, so z. B. 2007 die lettera amorosa anlässlich der Wiedereröffnung der Anna Amalia Bibliothek in Weimar, Che fie di me für zwei Soprane und Orchester, gemeinsam mit der Sopranistin Mojca Erdmann und dem SWR Orchester und 2009 die Aufführung der Ariosi für Sopran, Klarinette und Orchester mit der Württembergischen Philharmonie unter Trojahns Leitung an der Seite der Klarinettistin Sabine Meyer.
Neben ihrer künstlerischen Tätigkeit studierte sie von 2010 bis 2011 die Fächer Katholische Religion und Philosophie an der Justus-Liebig-Universität Gießen und legte im Mai 2014 das Zweite Staatsexamen für das Lehramt an Gymnasien in den Fächern Musik und Ethik ab. Anja Kaesmacher besitzt seit 2015 zusätzlich die Lehrbefähigung für das Fach Darstellendes Spiel und ist als Oberstudienrätin an der Freiherr-vom-Stein-Schule in Wetzlar tätig.
Sie lebt in Hessen, ist mit dem deutschen Tenor Heiko Börner verheiratet und hat zwei Söhne.

## Repertoire (Auswahl)
| Rolle                   | Oper                     | Komponist               |
| ----------------------- | ------------------------ | ----------------------- |
| Mimi                    | La Bohème                | Giacomo Puccini         |
| Magda                   | La rondine               | Giacomo Puccini         |
| Margarethe              | Faust                    | Charles Gounod          |
| Blanche                 | Dialogues des Carmélites | Francis Poulenc         |
| Adina                   | Der Liebestrank          | Gaetano Donizetti       |
| Rosina                  | Der Barbier von Sevilla  | Gioachino Rossini       |
| Agathe                  | Der Freischütz           | Carl Maria von Weber    |
| Vitellia                | La clemenza di Tito      | Wolfgang Amadeus Mozart |
| Donna Elvira            | Don Giovanni             | Wolfgang Amadeus Mozart |
| Giullia/Carolina Fabbri | Limonen aus Sizilien     | Manfred Trojahn         |

## Auszeichnungen
- 1993 Bundespreis Jugend musiziert in der Sparte Gesang[9]
- 2002 war sie Stipendiatin des Richard Wagner Verbandes Würzburg[9]
- 2003 Bayerischer Kunstförderpreis in der Sparte Darstellende Kunst[10]